# Diocesi di Ondjiva
La diocesi di Ondjiva (in latino Dioecesis Ondiivana) è una sede della Chiesa cattolica in Angola suffraganea dell'arcidiocesi di Lubango. Nel 2023 contava 856.720 battezzati su 1.225.900 abitanti. È retta dal vescovo Pio Hipunyati.

## Territorio
La diocesi comprende la provincia del Cunene in Angola.
Sede vescovile è la città di Ondjiva, dove si trova la cattedrale di Nostra Signora delle Vittorie.
Il territorio è suddiviso in 17 parrocchie.

## Storia
La diocesi di Pereira de Eça fu eretta il 10 agosto 1975 con la bolla Quoniam apprime di papa Paolo VI, ricavandone il territorio dalla diocesi di Sá da Bandeira (oggi arcidiocesi di Lubango).
Originariamente suffraganea dell'arcidiocesi di Luanda, il 3 febbraio 1977 è entrata a far parte della provincia ecclesiastica di Lubango.
Il 16 maggio 1979 ha assunto il nome attuale in forza del decreto Cum Excellentissimus della Congregazione per l'evangelizzazione dei popoli.
Fino al 1986 la diocesi è stata data in amministrazione apostolica agli arcivescovi di Lubango.

## Cronotassi dei vescovi
Si omettono i periodi di sede vacante non superiori ai 2 anni o non storicamente accertati.
- Eurico Dias Nogueira † (10 agosto 1975 - 3 febbraio 1977 nominato arcivescovo di Braga) (amministratore apostolico)
- Alexandre do Nascimento (3 febbraio 1977 - 16 febbraio 1986 nominato arcivescovo di Luanda) (amministratore apostolico)
- Fernando Guimarães Kevanu † (12 settembre 1986 - 30 gennaio 1988 nominato vescovo) (amministratore apostolico)

- Fernando Guimarães Kevanu † (30 gennaio 1988 - 23 novembre 2011 ritirato)
- Pio Hipunyati, dal 23 novembre 2011

## Statistiche
La diocesi nel 2023 su una popolazione di 1.225.900 persone contava 856.720 battezzati, corrispondenti al 69,9% del totale.
| anno | popolazione | popolazione | popolazione | presbiteri | presbiteri | presbiteri | presbiteri                | diaconi | religiosi | religiosi | parrocchie |
| anno | battezzati  | totale      | %           | numero     | secolari   | regolari   | battezzati per presbitero | diaconi | uomini    | donne     | parrocchie |
| ---- | ----------- | ----------- | ----------- | ---------- | ---------- | ---------- | ------------------------- | ------- | --------- | --------- | ---------- |
| 1980 | 37.800      | 164.000     | 23,0        | 8          | 7          | 1          | 4.725                     |         | 1         | 18        | 8          |
| 1990 | 165.000     | 215.000     | 76,7        | 3          | 2          | 1          | 55.000                    |         | 1         | 10        | 9          |
| 1999 | 496.015     | 673.000     | 73,7        | 10         | 7          | 3          | 49.601                    |         | 4         | 33        | 6          |
| 2000 | 552.027     | 790.458     | 69,8        | 11         | 7          | 4          | 50.184                    |         | 5         | 38        | 4          |
| 2001 | 500.334     | 790.458     | 63,3        | 10         | 5          | 5          | 50.033                    |         | 6         | 33        | 4          |
| 2002 | 519.893     | 790.558     | 65,8        | 9          | 5          | 4          | 57.765                    |         | 5         | 32        | 4          |
| 2003 | 534.823     | 805.558     | 66,4        | 9          | 7          | 2          | 59.424                    |         | 3         | 35        | 14         |
| 2004 | 541.668     | 812.381     | 66,7        | 16         | 12         | 4          | 33.854                    |         | 5         | 38        | 14         |
| 2013 | 602.098     | 962.000     | 62,6        | 28         | 25         | 3          | 21.503                    |         | 5         | 55        | 14         |
| 2016 | 691.866     | 990.087     | 69,9        | 38         | 33         | 5          | 18.207                    |         | 8         | 66        | 16         |
| 2019 | 758.480     | 1.085.380   | 69,9        | 42         | 37         | 5          | 18.059                    |         | 9         | 86        | 16         |
| 2021 | 806.760     | 1.154.410   | 69,9        | 39         | 33         | 6          | 20.686                    |         | 11        | 97        | 17         |
| 2023 | 856.720     | 1.225.900   | 69,9        | 49         | 40         | 9          | 17.484                    |         | 9         | 88        | 17         |